# Deschampsia airiformis
Deschampsia airiformis là một loài thực vật có hoa trong họ Hòa thảo. Loài này được (Steud.) Benth. & Hook.f. ex B.D.Jacks. mô tả khoa học đầu tiên năm 1893.